# Córrego Botelho
O córrego Botelho é um curso de água do estado de São Paulo, no Brasil.
Nasce no município de Américo de Campos e desagua no rio Preto, no município de Pontes Gestal.

## Percurso
Da nascente, na cidade de Américo de Campos, segue rumo nordeste, recebendo vários afluentes pelo percurso. Corre na cidade de Américo de Campos 7 quilômetros. Em seguida passa a correr no município de Pontes Gestal, onde recebe seus maiores afluentes. Lá desemboca no rio Preto, pouco antes desse passar pela cachoeirinha São Roberto, e sendo provavelmente um de seus últimos afluentes. Corre na cidade de Pontes Gestal por quatro quilômetros.

## Extensão
A extensão total do córrego Botelho é de 11 quilômetros.

## Afluentes
Margem norte:
- Córrego Represinha

Margem Sul
- Córrego do brejo